# Geografía del deseo
Geografía del deseo es una serie de televisión chilena basada en la obra de Almudena Grandes Atlas de geografía humana. Fue producida por TVN y la productora Chilechita, dirigida por Boris Quercia y adaptada por Coca Gómez. Se estrenó el año 2004 en horario estelar.

## Trama
Cuatro mujeres, muy distintas entre sí, comparten una edad decisiva. Estando ya al otro lado de los 30 años, Rosa, Marisa, Fran y Ana, se encuentran exactamente, en el "epicentro de la catástrofe". Las mujeres que fueron, y aquellas que prometían ser, sus deseos y proyectos futuros, parecen reclamar a gritos un lugar en su presente: el tiempo las ha conducido a un estado de crisis ya insostenible, y el futuro se promete, casi irremediablemente, como una carencia permanente. Una opción es aceptarlo; la otra, embarcarse en aventuras que cambien, para siempre, el rumbo de sus vidas.
Así, entre los pasillos de una editorial, las veremos lidiar con adulterios, muertes y embarazos; romances a veces fogosos y en otras corrientes; miedos y obsesiones, pero sobre todo con sus propias vidas cotidianas. Cuando todas las cartas parecen haberse tirado, Ana, Rosa, Fran y Marisa descubren que la suerte, finalmente, no estaba decidida.
Es una historia llena de profunda y dramática emoción, de graciosas e irónicas circunstancias en las que, tanto hombres como mujeres, jóvenes como adultos, podrán reconocerse a sí mismos.

## Reparto
- María Izquierdo como Rosa Lara
- Esperanza Silva como Ana Hernández
- Claudia Celedón como Fran Antúnez
- Catalina Saavedra como Marisa Robles
- Bastián Bodenhöfer como Javier Álvarez
- Willy Semler como Martín Sánchez
- Gregory Cohen como Foro
- Jaime McManus como Nacho Huertas.
- Manuel Peña como Ignacio
- Rodolfo Pulgar como Bambi
- Ramón Llao como  Ramón Estévez

### Recurres e invitados
- Alejandro Sieveking como José Miguel Antúnez.
- Delfina Guzmán como Cocó
- Gloria Münchmeyer como María Luisa
- Sergio Hernández como Félix Hernández
- Alex Zisis como Miguel Antúnez.
- Marcela Osorio como Mari Pilar
- Mane Nett como Delfina.
- Elsa Poblete como  Psicóloga
- Yoya Martínez como Madre de Marisa
- José Martínez como Aníbal
- Natalia Grez como Amanda
- Paula Valdivieso como Natalia Lara
- Igal Raboy como Ignacio

## Premios
- (2005) Altazor a la Mejor Dirección de Televisión en el género dramático (Boris Quercia).
- (2005) Altazor al Mejor Guion de Televisión (Coca Gómez).
- (2005) Altazor al Mejor Actor de Televisión (Gregory Cohen).
- (2005) Altazor a la Mejor Actriz de Televisión (María Izquierdo).

## DVD
El 1 de diciembre del 2004 se lanzó una caja recopilatoria en DVD con los 8 episodios de la serie en dos discos. Los episodios están mostrados en video formato Widescreen. Incluido en el box set hay extras como escenas adicionales consideradas no aptas para ser exhibidas en televisión y el making-off de la serie.